# Lakehead
Lakehead är en så kallad census-designated place i Shasta County i Kalifornien. Vid 2010 års folkräkning hade Lakehead 461 invånare.